# شفيق ترزي
شفيق ترزي (1906-1983)، كاتب ومربي أجيال. ولد شفيق رزق ترزي في مدينة غزة عام 1906، تلقى تعليمه الإبتدائي والإعدادي في مدارسها، انتقل بعدها إلى مدينة رام الله وأكمل تعليمه الثانوي في مدرسة الفرندز، ثم درس الفيزياء والرياضيات في الجامعة الأمريكية في القاهرة وحصل على شهادة في الفلسفة واللغة الإنجليزية وتخرج عام 1929. عمل بعد تخرجه معلماً في مدرسة الفرندز وبقي فيها حتى أصبح نائب مدير المدرسة. تزوج من السيدة ميري الطويل التي كانت أمينة السر في جمعية الاتحاد النسائي آنذاك.
أسس مع أخيه وديع أول مدرسة في غزة "كلية غزة" وكانت تمنح شهادة المترك وما زالت الكلية موجودة حتى اليوم.
كان عضواً في اللجنة المركزية للحزب العربي الفلسطيني، وساهم في تأسيس منظمة التحرير، وكان عضواً في المجلس التشريعي الأول عام 1964، وانتخب أيضاً عضواً في مجلس بلدية غزة خلال الأعوام 1952-1958.
منح وسام القبر المقدس. كتب شفيق بالتعاون مع أخيه وديع عدداً من المسرحيات منها: في سبيلك يا وطن عام 1934.
توفي في العام 1983.